# Hocine Yahi
Pour les articles homonymes, voir Yahi (homonymie).
Hocine Yahi est un footballeur international algérien, né le 25 avril 1960 à El Madania. Depuis le 30 mars 2021 il est nommé directeur technique et manager général du CR Belouizdad
Il compte 56 sélections en équipe nationale entre 1982 et 1988.

## Biographie
À l'âge de 11 ans, Hocine Yahi rejoint le club de sa ville natale celui du CR Belouizdad, où il irait à passer toute sa carrière. Pendant son temps avec le club, il a remporté la Coupe d'Algérie en 1978 en battant l'USM Alger 2-0 aux tirs au but en finale.
En 1990, il a signé avec le club nord irlandais de Linfield FC, avec qui il a remporté la Gold Cup et a atteint la finale de la Coupe Floodlit lors de son bref passage avec le club.
Hocine Yahi participe aux Jeux olympiques d'été de 1980 puis à la Coupe du monde 1982 avec l'équipe d'Algérie. Lors du mondial 1982, il dispute un match face au Chili.
Hocine Yahi prend également part avec la sélection nationale à 4 Coupes d'Afrique des nations : en 1982, 1984, 1986 et enfin 1988. Il termine troisième de la CAN en 1984 et 1988.

## Carrière
- 1978-1990 : CR Belouizded ( Algérie)
- 1990-1991 : Linfield ( Irlande du Nord)[3]

## Palmarès

### En club
- Vainqueur de la Coupe d'Algérie avec le CR Belouizdad en 1978.
- Vice-Champion d'Algérie en 1980 avec le CR Belouizdad.
- Finaliste de la Coupe d'Algérie en 1988 avec le CR Belouizdad.
- Vainqueur de la Gold Cup nord-irlandaise en 1990 avec Linfield FC.

### En Sélection
- Vainqueur de a Coupe d'Afrique des nations junior en 1979.

- Troisième de la Coupe d'Afrique des nations en 1984 et 1988 avec l'équipe d'Algérie

### Distinction personnelle
- 56 sélections et 8 buts en équipe d'Algérie entre 1982 et 1988

- Participation à la Coupe du Monde de 1982
- Participation à 4 Coupes d'Afrique des Nations (1982, 1984, 1986, 1988)
- Participation aux Jeux méditerranéens de 1983
- Participation à la Coupe du monde junior (U20) de 1979
- Participation à 2 Coupes d'Afrique des nations junior (U20) (1978, 1979)